# 2006 AN98
2006 AN98, também escrito como 2006 AN98, é um objeto transnetuniano que está localizado no Cinturão de Kuiper, uma região do Sistema Solar. Este corpo celeste é classificado como um cubewano. Ele possui uma magnitude absoluta de 8,2 e tem um diâmetro estimado com 101 km.

## Descoberta
2006 AN98 foi descoberto no dia 5 de janeiro de 2006.

## Órbita
A órbita de 2006 AN98 tem uma excentricidade de 0,030 e possui um semieixo maior de 44,133 UA. O seu periélio leva o mesmo a uma distância de 42,820 UA em relação ao Sol e seu afélio a 45,447 UA.